# 94 a.C.
Il 94 a.C. (XCIV a.C. in numeri romani) è un anno  del I secolo a.C.

## Eventi
- Lucio Cornelio Silla è eletto pretore

## Nati
- Cornelia, romana († 69 a.C.)